# Santuari de Siquem
En el gènesi, capítol dotzè, el Santuari de Siquem és el lloc en què Déu explicà a Abraham que la terra dels cananeus li seria donada als seus descendents, motiu pel qual li alçà un monument.